# Admir Aganović
Admir Aganović (ur. 25 sierpnia 1986 w Ugljeviku) – bośniacki piłkarz występujący na pozycji napastnika. Od 2009 seniorski reprezentant Bośni i Hercegowiny, posiada także obywatelstwo serbskie.

## Kariera klubowa
Etniczny Boszniak rozpoczął karierę piłkarską w drużynach juniorskich Budućnosti Banovići, skąd sprowadzili go koordynatorzy młodzieżowi Partizana Belgrad. Nie był w stanie przebić się do seniorskiego składu klubu z Belgradu, więc wypożyczono go do satelickiego Teleoptika, występującego wówczas na trzecim poziomie serbskiej piramidy ligowej. Jesienią 2006 zdobył 6 bramek dla Dinama Vranje w Prvej lidze; w ekstraklasie zadebiutował 11 sierpnia 2007 w barwach Mladosti Lučani przeciwko FK Smederevo (0–0). Zimą 2007 Aganović na zasadzie transferu definitywnego dołączył do innego ekstraklasowego zespołu z Belgradu – Čukaričkiego. Problemy finansowe klubu z Czukaricy były powodem odejścia napastnika – otrzymał on oferty z FK Sarajevo i FCV Dender EH. 10 stycznia 2009 podpisał półtoraroczną umowę z klubem z Belgii z możliwością przedłużenia o kolejny rok, dołączając do dwóch innych bośniackich piłkarzy, Sulejmana Smajicia i Ermina Zukanovicia. Po spadku drużyny z Eerste klasse, w lipcu 2009 Bośniak podpisał kontrakt z Neuchâtel Xamax opiewający na trzy lata. 22 lutego 2012 przeszedł do Syrianska FC, wcześniej był testowany przez GAIS. Jest kibicem FK Sarajevo.

## Kariera reprezentacyjna
Aganović jest byłym kapitanem młodzieżowej reprezentacji Bośni i Hercegowiny.